# 셰이 오조
올루와셰이 바바지데 오조 (Oluwaseyi Babajide Ojo, 1997년 6월 19일 ~ )는 잉글랜드의 축구 선수이며, 코르트레이크에서 뛰고 있다.